# Mâine este ieri
„Mâine este ieri” (titlu original „Tomorrow Is Yesterday”) este un episod din Star Trek: Seria originală care a avut premiera la 26 ianuarie 1967.

## Prezentare
După ce, printr-un accident, călătorește înapoi în timp până în anul 1969, nava Enterprise îl salvează pe căpitanul USAF John Christopher din avionul său aproape distrus. Membrii echipajului se străduiesc să se întoarcă în timpul lor și, în același timp, să-l retuneze pe Christopher Forțelor Aeriene, îndepărtându-i memoria viitorului și a oricărui contact cu Enterprise.